# Gran Premio d'Olanda 1974
Il Gran Premio d'Olanda 1974 è stata l'ottava prova della stagione 1974 del Campionato mondiale di Formula 1. Si è corsa domenica 23 giugno 1974 sul Circuito di Zandvoort. La gara è stata vinta dall'austriaco Niki Lauda su Ferrari; per il vincitore si trattò del secondo successo in carriera. Ha preceduto sul traguardo lo svizzero Clay Regazzoni, anch'egli su Ferrari, ed Emerson Fittipaldi, su McLaren-Ford Cosworth.

## Vigilia

### Aspetti sportivi
Dopo essersi vista rifiutare l'iscrizione in diverse gare, al fine di non superare il limite di 26 vetture, la Trojan ottenne, dalla Federazione Internazionale, l'ampliamento del numero di scuderie ammesse a una singola gara. Il numero di vetture iscritte al gran premio salì così a 27. Non si iscrisse, in compenso, la Scuderia Finotto
La Iso-Williams affiancò, per questa gara, ad Arturo Merzario (non in perfette condizioni fisiche per un infortunio patito in una gara a Imola la settimana precedente), il pilota locale Gijs van Lennep, già impiegato nel Gran Premio del Belgio, in luogo di Tom Belsø. La Surtees appiedò Carlos Pace per le critiche che il pilota brasiliano aveva mosso alla competitività della vettura: per questa gara non venne però rimpiazzato da nessun altro pilota.
La Shadow rimpiazzò Bertil Roos col pilota gallese Tom Pryce, che aveva esordito nel massimo campionato nel Gran Premio del Belgio con la Token. Al suo fianco venne confermata la presenza di Jean-Pierre Jarier, infortunatosi nella 24 Ore di Le Mans della settimana precedente. Partecipò alla gara anche Ronnie Peterson, che si era infortunato in alcune prove libere, disputate sul tracciato olandese, la settimana precedente al gran premio.
La British Racing Motors portò nuovamente tre vetture. Il modello più recente, il P201, venne affidato a François Migault, mentre Henri Pescarolo, vincitore della 24 Ore di Le Mans, utilizzò la P160.
Alla March si rivide, dopo un problema fisico, Hans-Joachim Stuck, che prese il posto di Reine Wisell.
Dopo il dramma dell'incidente mortale di Roger Williamson che aveva funestato l'edizione del gran premio del 1973, gli organizzatori vollero dimostrare la loro efficienza, effettuando una dimostrazione anti-incendio su una vettura.

## Qualifiche

### Resoconto
Nella prima giornata di prove ufficiali fu la Ferrari a dominare la classifica dei tempi. Il più rapido fu Clay Regazzoni, che ottenne 1'18"91, tempo che gli permise di battere il record del tracciato, che era di 1'20"31. Alle sue spalle si piazzò Niki Lauda, staccato di 56 centesimi. Risultavano molto più staccati tutti gli altri piloti: Jody Scheckter, terzo, era staccato di un secondo dal ticinese. Nel box della Tyrrell si verificò un principio d'incendio.
Al sabato Niki Lauda fu capace di battere il tempo di Regazzoni, abbassando il limite a 1'18"31; Regazzoni mantenne la prima fila, mentre le due McLaren di Emerson Fittipaldi e di Mike Hailwood furono capaci di sopravanzare in classifica Jody Scheckter.
La giornata fu caratterizzata da un paio di incidenti: Jochen Mass uscì di pista per il cedimento dei freni della Surtees, mentre di un'altra uscita di pista fu protagonista John Watson su Brabham. Sulla Lotus di Jacky Ickx esplose il motore: ciò lo penalizzò in griglia, ove era solo diciottesimo. Il team britannico ebbe anche uno scontro con la Goodyear, in merito alla qualità degli pneumatici forniti.

### Risultati
I risultati delle qualifiche furono i seguenti:
| Pos | Nº | Pilota               | Costruttore                | Tempo   | Griglia |
| --- | -- | -------------------- | -------------------------- | ------- | ------- |
| 1   | 12 | Niki Lauda           | Ferrari                    | 1'18"31 | 1       |
| 2   | 11 | Clay Regazzoni       | Ferrari                    | 1'18"91 | 2       |
| 3   | 5  | Emerson Fittipaldi   | McLaren-Ford Cosworth      | 1'19"56 | 3       |
| 4   | 33 | Mike Hailwood        | McLaren-Ford Cosworth      | 1'19"68 | 4       |
| 5   | 3  | Jody Scheckter       | Tyrrell-Ford Cosworth      | 1'19"91 | 5       |
| 6   | 24 | James Hunt           | Hesketh-Ford Cosworth      | 1'19"95 | 6       |
| 7   | 17 | Jean-Pierre Jarier   | Shadow-Ford Cosworth       | 1'20"07 | 7       |
| 8   | 4  | Patrick Depailler    | Tyrrell-Ford Cosworth      | 1'20"14 | 8       |
| 9   | 6  | Denny Hulme          | McLaren-Ford Cosworth      | 1'20"15 | 9       |
| 10  | 1  | Ronnie Peterson      | Lotus-Ford Cosworth        | 1'20"22 | 10      |
| 11  | 16 | Tom Pryce            | Shadow-Ford Cosworth       | 1'20"44 | 11      |
| 12  | 7  | Carlos Reutemann     | Brabham-Ford Cosworth      | 1'20"45 | 12      |
| 13  | 28 | John Watson          | Brabham-Ford Cosworth      | 1'20"78 | 13      |
| 14  | 27 | Guy Edwards          | Lola-Ford Cosworth         | 1'21"00 | 14      |
| 15  | 10 | Vittorio Brambilla   | March-Ford Cosworth        | 1'21"01 | 15      |
| 16  | 14 | Jean-Pierre Beltoise | BRM                        | 1'21"04 | 16      |
| 17  | 22 | Vern Schuppan        | Ensign-Ford Cosworth       | 1'21"14 | 17      |
| 18  | 2  | Jacky Ickx           | Lotus-Ford Cosworth        | 1'21"21 | 18      |
| 19  | 26 | Graham Hill          | Lola-Ford Cosworth         | 1'21"22 | 19      |
| 20  | 19 | Jochen Mass          | Surtees-Ford Cosworth      | 1'21"27 | 20      |
| 21  | 20 | Arturo Merzario      | Iso Marlboro-Ford Cosworth | 1'21"52 | 21      |
| 22  | 9  | Hans-Joachim Stuck   | March-Ford Cosworth        | 1'21"53 | 22      |
| 23  | 8  | Rikky von Opel       | Brabham-Ford Cosworth      | 1'21"56 | 23      |
| 24  | 15 | Henri Pescarolo      | BRM                        | 1'21"84 | 24      |
| 25  | 37 | François Migault     | BRM                        | 1'22"34 | 25      |
| NQ  | 23 | Tim Schenken         | Trojan-Ford Cosworth       | 1'22"65 | NQ      |
| NQ  | 21 | Gijs Van Lennep      | Iso Marlboro-Ford Cosworth | 1'22"68 | NQ      |

## Gara

### Resoconto

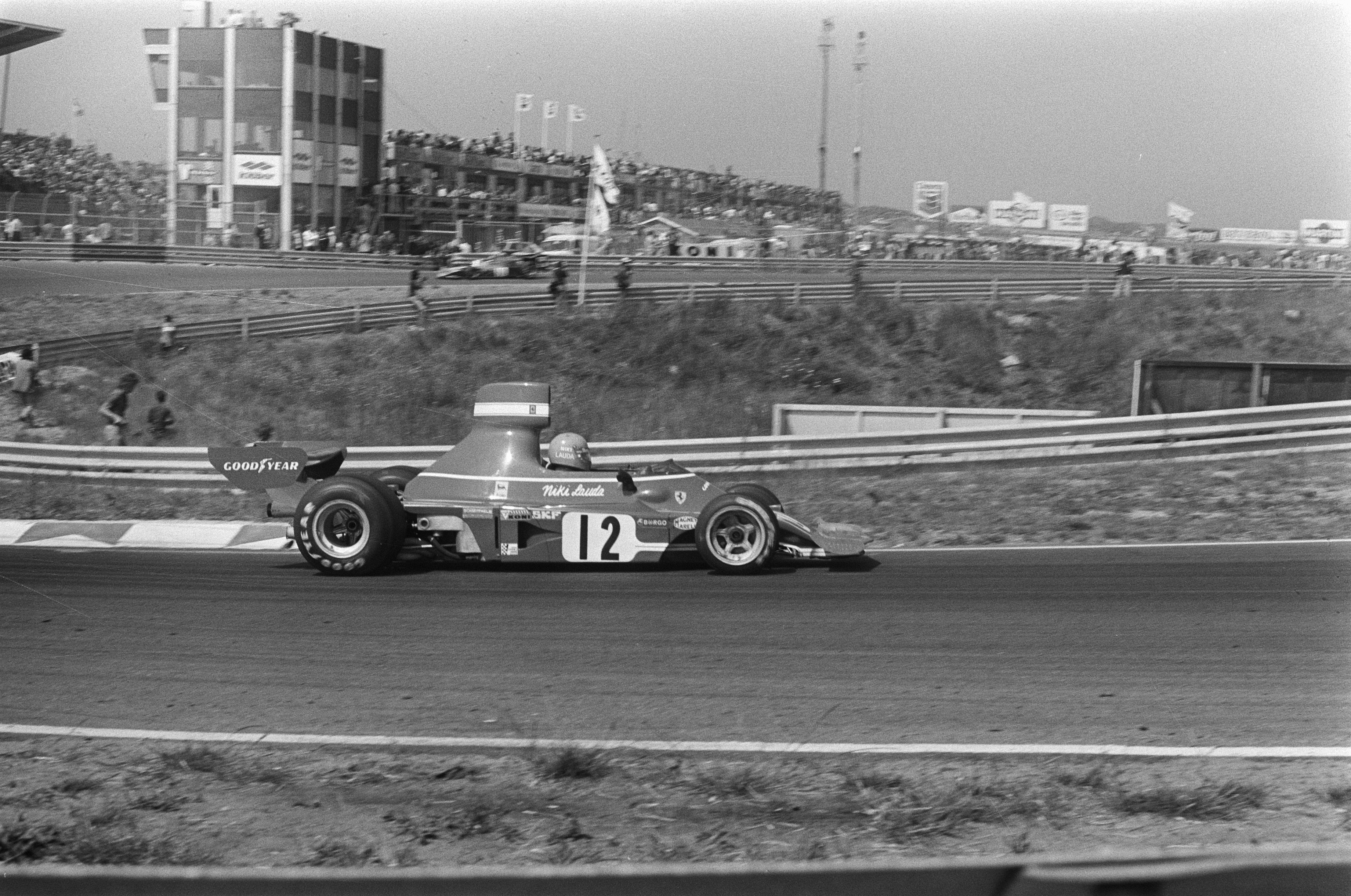
Niki Lauda colse il suo secondo successo iridato nella gara di Zandvoort. L'austriaco partì dalla pole position e comandò la gara per la sua interezza.

Niki Lauda fu autore di un'ottima partenza, che gli consentì di rimanere al comando. Perse, invece, una marcia, Clay Regazzoni, che venne passato da Mike Hailwood e Patrick Depailler, ma riuscì a resistere all'attacco di Emerson Fittipaldi. Più dietro James Hunt colpì la vettura di Tom Pryce, mandandolo fuori pista.
Nel secondo giro Regazzoni passò Depailler, mentre Ronnie Peterson prese la posizione, l'ottava, a Jean-Pierre Jarier. Il giro successivo Regazzoni riuscì ad avere la meglio anche su Hailwood, con un sorpasso all'interno della prima curva. Nello stesso giro Fittipaldi scalò quinto, dopo aver passato Jody Scheckter.
Al settimo giro uscì dalle parti alte della classifica Jarier, costretto a una sosta ai box, per una riparazione all'acceleratore. Lauda conduceva la gara con tre secondi di margine sul compagno di scuderia Regazzoni; più dietro era in crisi Hailwood, che venne passato prima da Patrick Depailler poi da Emerson Fittipaldi. Al giro 18 Peterson passò Carlos Reutemann, scalando settimo.
Al giro 24 Vern Schuppan, a causa di un problema a una gomma, si fermò nei pressi dell'entrata dei box: i tecnici dell'Ensign uscirono dal loro box per effettuare la riparazione nel punto ove si era fermata la monoposto. L'operazione però non era consentita dal regolamento e costò al pilota australiano la squalifica.
Denny Hulme sorpassò Carlos Reutemann per l'ottavo posto; l'argentino venne, poco dopo, superato anche da John Watson. Al giro 36 Ronnie Peterson dovette fermarsi ai box col timore che le gomme posteriori stessero per staccarsi dalla monoposto: lo svedese rientrò in pista lontano dalla zona dei punti.
Al trentottesimo passaggio Fittipaldi prese la terza piazza a Depailler. Il brasiliano era comunque staccato di oltre venti secondi dal leader della gara, che restava Lauda. Al giro 41 Jacky Ickx fu costretto ai box per un problema simile a quello del compagno di team, Peterson, ovvero uno pneumatico era prossimo a uscire dal suo mozzo.
Depailler si trovò in crisi con le gomme, e fu costretto a cedere la quarta posizione a Mike Hailwood, e poi la quinta a Jody Scheckter. Al giro 57 Reutemann, vittima di una foratura, si fermò ai box, rientrando in gara dodicesimo. Hulme chiuse la gara al giro, 66 quando, per un problema all'accensione, fu costretto all'abbandono.
La gara terminò senza altri sussulti, con Niki Lauda che vinse la sua seconda gara nel mondiale di F1. Per la Scuderia Ferrari fu la ventinovesima doppietta, grazie al secondo posto di Clay Regazzoni, la seconda in stagione dopo quella al Gran Premio di Spagna. Fittipaldi completò il podio.

### Risultati
I risultati del gran premio sono i seguenti:
| Pos | No | Pilota               | Costruttore                | Giri | Tempo/Ritiro     | Pos. Griglia | Punti |
| --- | -- | -------------------- | -------------------------- | ---- | ---------------- | ------------ | ----- |
| 1   | 12 | Niki Lauda           | Ferrari                    | 75   | 1h43'00"35       | 1            | 9     |
| 2   | 11 | Clay Regazzoni       | Ferrari                    | 75   | + 8"25           | 2            | 6     |
| 3   | 5  | Emerson Fittipaldi   | McLaren-Ford Cosworth      | 75   | + 30"27          | 3            | 4     |
| 4   | 33 | Mike Hailwood        | McLaren-Ford Cosworth      | 75   | + 31"29          | 4            | 3     |
| 5   | 3  | Jody Scheckter       | Tyrrell-Ford Cosworth      | 75   | + 34"28          | 5            | 2     |
| 6   | 4  | Patrick Depailler    | Tyrrell-Ford Cosworth      | 75   | + 51"52          | 8            | 1     |
| 7   | 28 | John Watson          | Brabham-Ford Cosworth      | 75   | + 1'13"95        | 13           |       |
| 8   | 1  | Ronnie Peterson      | Lotus-Ford Cosworth        | 73   | + 2 giri         | 10           |       |
| 9   | 8  | Rikky von Opel       | Brabham-Ford Cosworth      | 73   | + 2 giri         | 23           |       |
| 10  | 10 | Vittorio Brambilla   | March-Ford Cosworth        | 72   | + 3 giri         | 15           |       |
| 11  | 2  | Jacky Ickx           | Lotus-Ford Cosworth        | 71   | + 4 giri         | 18           |       |
| 12  | 7  | Carlos Reutemann     | Brabham-Ford Cosworth      | 71   | + 4 giri         | 12           |       |
| SQ  | 22 | Vern Schuppan        | Ensign-Ford Cosworth       | 69   | Squalificato     | 17           |       |
| Rit | 6  | Denny Hulme          | McLaren-Ford Cosworth      | 65   | Iniezione        | 9            |       |
| Rit | 37 | François Migault     | BRM                        | 60   | Cambio           | 25           |       |
| Rit | 20 | Arturo Merzario      | Iso Marlboro-Ford Cosworth | 54   | Cambio           | 21           |       |
| Rit | 27 | Guy Edwards          | Lola-Ford Cosworth         | 36   | Alimentazione    | 14           |       |
| Rit | 17 | Jean-Pierre Jarier   | Shadow-Ford Cosworth       | 28   | Frizione         | 7            |       |
| Rit | 14 | Jean-Pierre Beltoise | BRM                        | 18   | Cambio           | 16           |       |
| Rit | 26 | Graham Hill          | Lola-Ford Cosworth         | 16   | Cambio           | 19           |       |
| Rit | 15 | Henri Pescarolo      | BRM                        | 15   | Tenuta di strada | 24           |       |
| Rit | 19 | Jochen Mass          | Surtees-Ford Cosworth      | 8    | Trasmissione     | 20           |       |
| Rit | 24 | James Hunt           | Hesketh-Ford Cosworth      | 2    | Collisione       | 6            |       |
| Rit | 16 | Tom Pryce            | Shadow-Ford Cosworth       | 0    | Collisione       | 11           |       |
| Rit | 9  | Hans-Joachim Stuck   | March-Ford Cosworth        | 0    | Incidente        | 22           |       |
| NQ  | 23 | Tim Schenken         | Trojan-Ford Cosworth       |      |                  |              |       |
| NQ  | 21 | Gijs van Lennep      | Iso Marlboro-Ford Cosworth |      |                  |              |       |
| WD  | 18 | Carlos Pace          | Surtees-Ford Cosworth      |      |                  |              |       |

## Statistiche
Piloti
- 2ª vittoria per Niki Lauda
- 50º Gran Premio per Emerson Fittipaldi

Costruttori
- 51° vittoria per la Ferrari
- 50º giro più veloce per la Lotus

Motori
- 51ª vittoria per il motore Ferrari

Giri al comando
- Niki Lauda (1-75)

## Classifiche

### Piloti
| Pos. | Pilota               | Punti |
| ---- | -------------------- | ----- |
| 1    | Emerson Fittipaldi   | 31    |
| 2    | Niki Lauda           | 30    |
| 3    | Clay Regazzoni       | 28    |
| 4    | Jody Scheckter       | 23    |
| 5    | Mike Hailwood        | 12    |
| 6    | Denny Hulme          | 11    |
| 7    | Patrick Depailler    | 11    |
| 8    | Ronnie Peterson      | 10    |
| 9    | Jean-Pierre Beltoise | 10    |
| 10   | Carlos Reutemann     | 9     |
| 11   | Jean-Pierre Jarier   | 6     |
| 12   | Hans-Joachim Stuck   | 5     |
| 13   | Jacky Ickx           | 4     |
| 14   | James Hunt           | 4     |
| 15   | Carlos Pace          | 3     |
| 16   | Arturo Merzario      | 1     |
| 17   | John Watson          | 1     |
| 18   | Graham Hill          | 1     |

### Costruttori
| Pos. | Team                       | Punti |
| ---- | -------------------------- | ----- |
| 1    | McLaren-Ford Cosworth      | 42    |
| 2    | Ferrari                    | 39    |
| 3    | Tyrrell-Ford Cosworth      | 27    |
| 4    | Lotus-Ford Cosworth        | 13    |
| 5    | Brabham-Ford Cosworth      | 10    |
| 6    | BRM                        | 10    |
| 7    | Shadow-Ford Cosworth       | 6     |
| 8    | March-Ford Cosworth        | 5     |
| 9    | Hesketh-Ford Cosworth      | 4     |
| 10   | Surtees-Ford Cosworth      | 3     |
| 11   | Iso Marlboro-Ford Cosworth | 1     |
| 12   | Lola-Ford Cosworth         | 1     |